# پکلتون
پکلتون (به انگلیسی: Peckleton) یک روستا و محله مدنی در بریتانیا است که در Hinckley and Bosworth واقع شده‌است. پکلتون ۱٬۰۶۷ نفر جمعیت دارد.